# Lepus californicus
La lepre californiana o lepre dalla coda nera (Lepus californicus Gray, 1837) è un mammifero lagomorfo della famiglia dei Leporidi.
Come tutte le lepri americane, questi animali vengono chiamati in inglese col nome jackrabbit, che si ritiene una contrazione delle parole jackass, asino e rabbit, coniglio, data a questi animali dai primi coloni californiani in riferimento alle loro lunghe orecchie.

## Distribuzione
La specie è diffusa negli Stati Uniti occidentali, (dallo stato di Washington a nord, al Missouri ad est, alla California a sud) fino al Messico nord-occidentale (Baja California e Sonora).

Abita le aree aride con copertura di erba bassa e radi cespugli, fino a 4000 m d'altezza.

### Sottospecie
Ne vengono attualmente riconosciute cinque sottospecie:
- Lepus californicus californicus
- Lepus californicus deserticola
- Lepus californicus madalenae
- Lepus californicus melanotis
- Lepus californicus texianus

La sottospecie insularis viene attualmente considerata una specie a sé stante (Lepus insularis).

## Descrizione

### Dimensioni
Misura circa mezzo metro di lunghezza, per un peso medio di due chili e mezzo.

### Aspetto

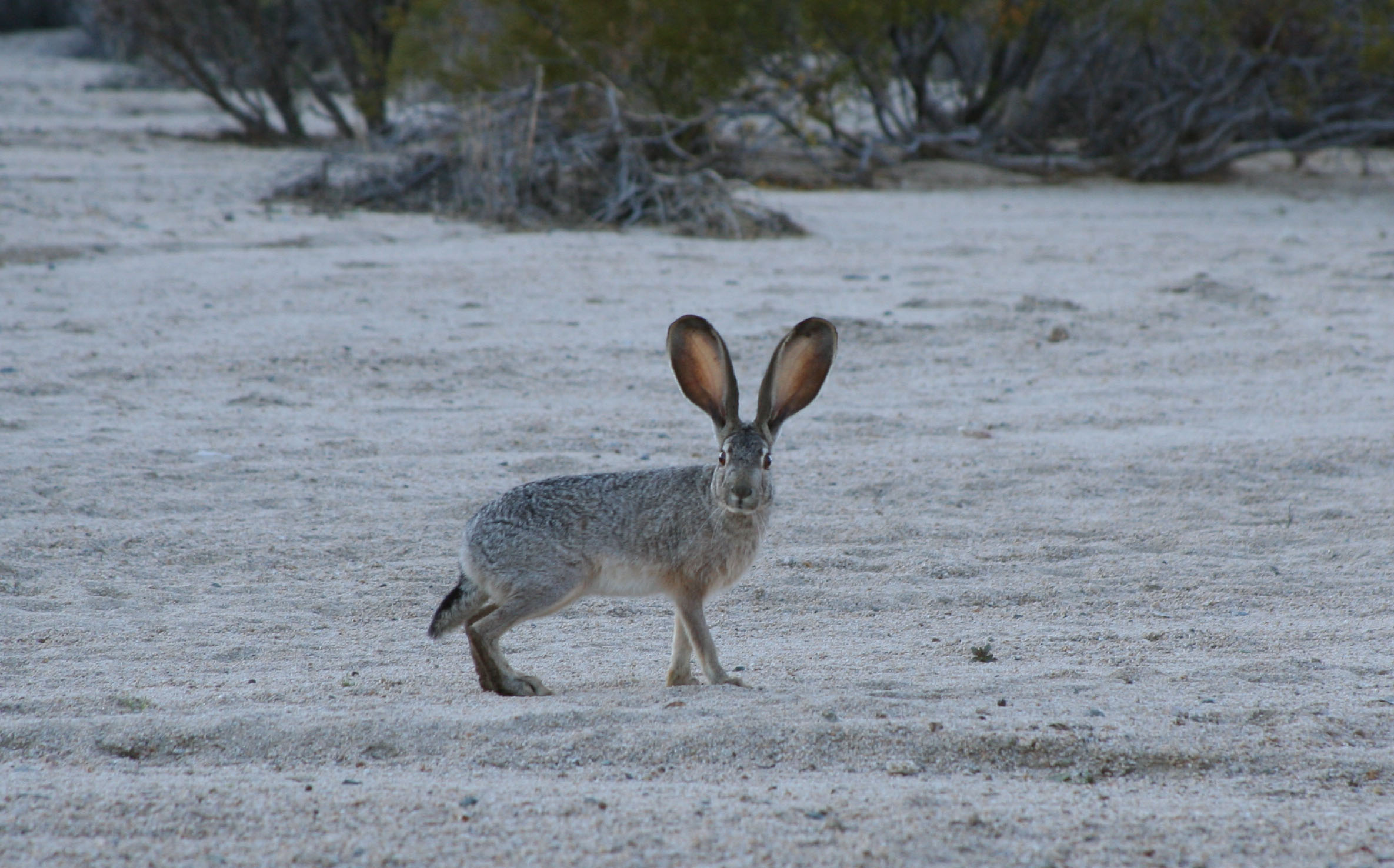
Un esemplare in stato di allerta: notare le grandi orecchie, che funzionano da dispersori di calore.

Il pelo è fondamentalmente bruno-giallastro su tutto il corpo, con tendenza al grigio sul dorso ed al biancastro sul ventre: sul dorso sono inoltre presenti brizzolature nere ed una banda nera che dalla nuca raggiunge la punta della coda, che è bianca.

A seconda della sottospecie, le orecchie possono essere più o meno grandi, al fine di disperdere il calore corporeo in eccesso.

## Biologia
Si tratta di animali solitari e notturni, che durante il giorno rimangono nascosti all'ombra, dormendo in depressioni del terreno e mimetizzandosi molto bene con l'ambiente circostante.
Se avvistano un predatore, questi animali congelano i propri movimenti e rimangono del tutto immobili, seppure coi sensi in massima allerta: solitamente non fuggono se prima il pericolo non si è avvicinato a meno di due metri di distanza. In questo caso, schizzano via spiccando grandi balzi e cambiando repentinamente direzione, per confondere le idee all'assalitore: qualora vengano disturbate nel proprio rifugio, raramente vi fanno ritorno, cercandosene un altro.
Le loro abitudini solitarie vengono meno in casi di forte siccità, quando la mancanza d'acqua costringe numerosi esemplari a recarsi ad una fonte d'acqua per abbeverarsi, o nei periodi d'estro delle femmine, quando si formano gruppetti di maschi desiderosi di accoppiarsi. Ciascun esemplare, in ogni caso, tende a delimitare un proprio territorio che si estende per circa venti ettari.

### Alimentazione
Si tratta di animali erbivori, che si nutrono principalmente di piante erbacee: data la disponibilità altalenante di risorse nel loro habitat naturale, quando possibile questi animali si nutrono molto abbondantemente (quindici esemplari possono mangiare in un giorno un quantitativo di cibo superiore a quello mangiato da una mucca nel medesimo lasso di tempo).

### Riproduzione
La stagione riproduttiva di questi animali varia a seconda della zona presa in considerazione: essa va da settembre a dicembre nella parte settentrionale dell'areale e da gennaio ad agosto in quella meridionale, con la femmina che in questo lasso di tempo può dare alla luce fino a quattro nidiate. Durante il periodo degli amori, si registra un aumento dell'aggressività intraspecifica, con numerose aggressioni fra maschi per aggiudicarsi la priorità all'accoppiamento e tra femmine per scacciare eventuali pretendenti troppo accaniti.
Ciascuna cucciolata conta una media di quattro cuccioli che nascono dopo una gestazione di sei settimane circa: essi sono già ricoperti di pelo ed in grado di vedere alla nascita, e vengono in contatto con la madre solo per essere allattati. Dopo lo svezzamento, che avviene attorno alle tre settimane di vita, essi si allontanano e vagano per proprio conto, raggiungendo la maturità sessuale attorno agli otto mesi di vita.
La speranza di vita di questi animali in cattività supera i sei anni, mentre in natura la maggior parte degli esemplari muore prima di aver compiuto il primo anno d'età, a causa d malattie, predatori o problemi causati da situazioni di sovrappopolamento.